# Reygade
Reygade é uma comuna francesa na região administrativa da Nova Aquitânia, no departamento de Corrèze. Estende-se por uma área de 13,94 km². Em 2010 a comuna tinha 190 habitantes (densidade: 13,6 hab./km²).